# Sal Morton

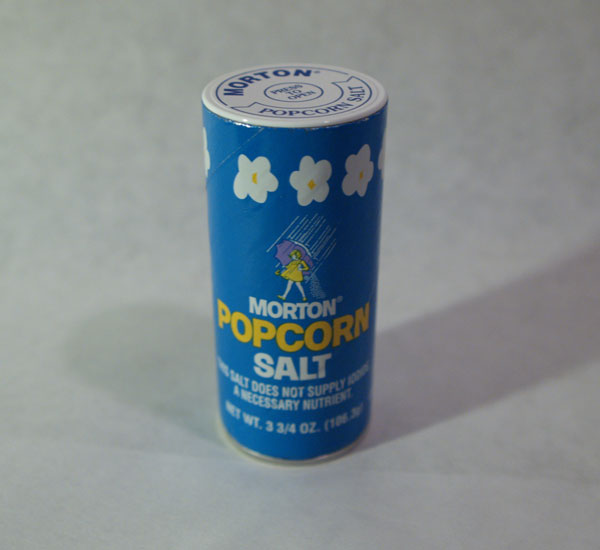
Bote de sal morton empleado en palomitas de maíz.

La Sal Morton es una empresa estadounidense de producción y distribución de sal, subsidiaria del holding Stone Canyon Industries Holdings, Inc.

## Historia
La empresa distribuye desde 1848 sal por Centroamérica, su fundador fue Alonzo Richmond en Chicago donde denomina a su nuevo negocio: "Richmond & Company, Agents for Onondaga Salt". En 1889 el empresario Joy Morton y su hijo Sterning Morton (fundador también del día del árbol) crea la empresa denominada "Joy Morton & Company", finalmente la adquisición de diversas salinas acaba proclamando el nombre de "Morton Salt Company". En 1914 aparece por primera vez el logotipo de la empresa una niña vestida de color amarillo con un paraguas (en inglés el eslogan más famoso es: “When it rains it pours”) que deja verter un bote con sal a medida que va andando. 
El transporte de sal fue siempre un tema de beneficio económico, de esta forma nacen en el año 1848 las multinacionales de la sal como Morton Co. fundada por un joven llamado Joy Morton con el objeto de elaborar y transportar sal, en 1911 una de las innovaciones es la adición de carbonato magnésico (MgCO3) con el objeto de mantener los granos de sal ligeramente sueltos y que de esta forma puedan ser más agradables al público (posteriormente se substituyó el carbonato por silicato cálcico), en 1924 Morton es la primera compañía en poner entre sus variantes la posibilidad de la sal iodada. Morton fue de las primeras compañías que garantizaba en sus campañas publicitarias que cada grano que producía era exactamente igual.